# Surya Kiran
Surya Kiran – zespół akrobacyjny Indyjskich Sił Powietrznych, powstały w 1996 roku w bazie wojskowej Bidar Air Force Station w Indiach. Od samego początku swojego istnienia zespół używa samolotów produkcji Indyjskiej HAL HJT-16 Kiran Mk.II, pomalowanych w narodowe barwy i wyposażonych w wytwornicę dymów. Nazwa zespołu, tłumaczona w języku polskim jako "promienie słońca", ma oddawać wrażenie, jakie wywołują wśród widzów pomarańczowo-białe maszyny, wykonujące ewolucje na tle nieba. Każda z nich wyposażona jest w wytwornicę dymu i może pozostawiać za sobą smugę w kolorze czerwonym, białym, niebieskim i zielonym. Dziś zespół składa się z dziewięciu samolotów uczestniczących w pokazach i dwóch zapasowych. 

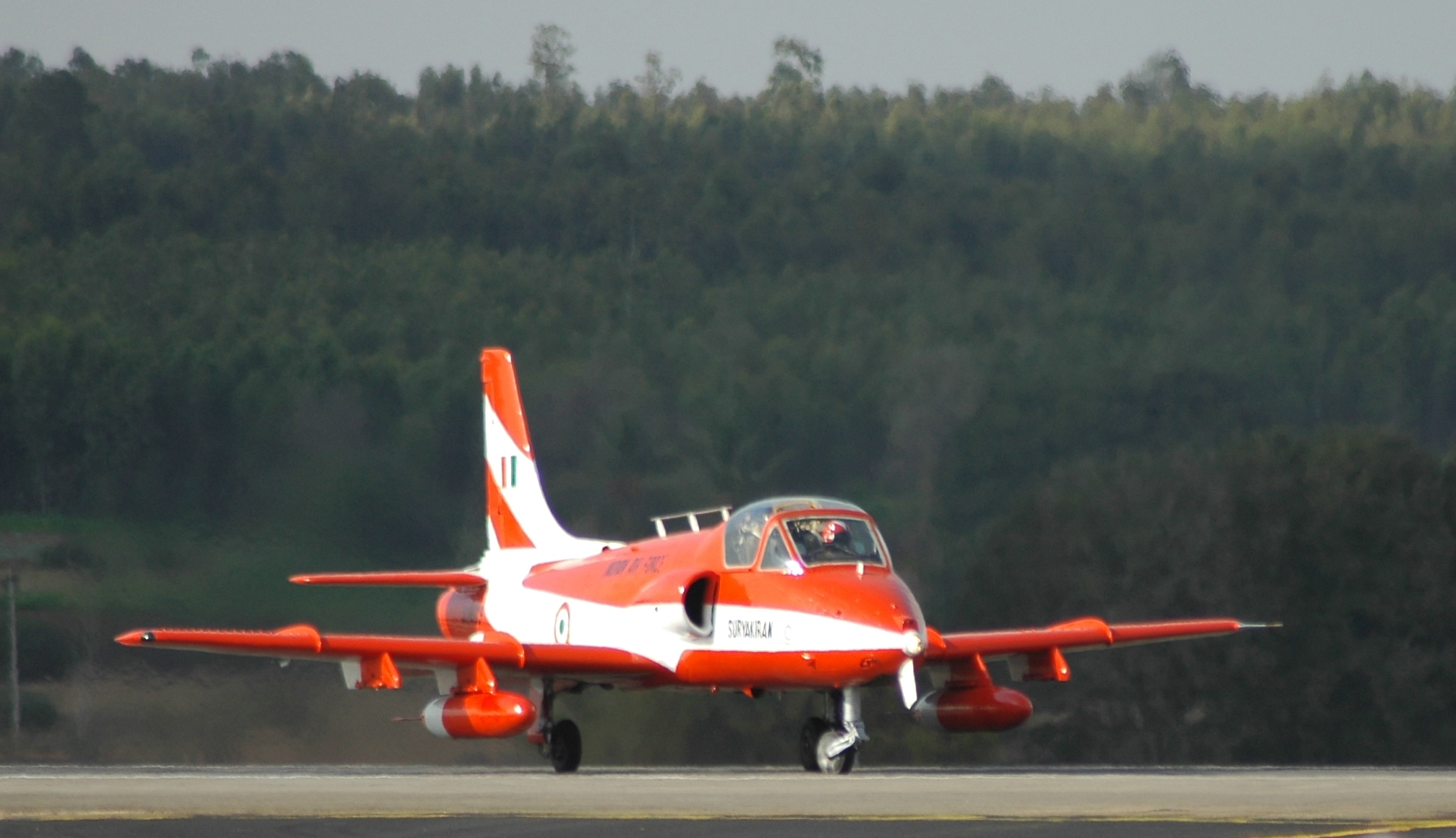
HAL HJT-16 Kiran Mk.II w barwach Surya Kiran

## Historia
Pierwszy zespół akrobacyjny Indyjskich Sił Powietrznych powstał w 1982 r. Jego utworzenie wiązało się z przypadającym na ten rok 50-leciem indyjskiego lotnictwa. W skład Thunderbolts weszło dziewięć niebiesko-białych, ozdobionych błyskawicami samolotów Hawker Hunter F.56A, które pozostały w użyciu do 1989 r. Rok później miejsce Hunterów zajęły rodzime, szkolne odrzutowce Kiran Mk.II, początkowo cztery egzemplarze. W 1996 r. Indie przygotowywały się do przeprowadzenia poważnej imprezy lotniczej Aero India. Ambicją władz lotnictwa wojskowego było zaprezentowanie podczas pokazów własnego zespołu akrobacyjnego, będącego wizytówką Indyjskich Sił Powietrznych i dowodem wysokich umiejętności pilotów. Do czterech samolotów Kiran dodano dwa kolejne (oraz jeden jako zapasowy). Nowy zespół otrzymał nazwę Surya Kiran, a rok później dysponował już dziewięcioma samolotami. W 2001 r. indyjscy piloci po raz pierwszy udali się za granicę, występując w Kolombo z okazji 50. jubileuszu lotnictwa Sri Lanki.